# 57567 Crikey
57567 Crikey è un asteroide della fascia principale. Scoperto nel 2001, presenta un'orbita caratterizzata da un semiasse maggiore pari a 3,1811322 UA e da un'eccentricità di 0,1579703, inclinata di 2,56914° rispetto all'eclittica.